# حلقه موضعی منظم
در جبر جابجایی، یک حلقه موضعی منظم (به انگلیسی: Regular Local Ring)، حلقه موضعی نوتری است که دارای این خاصیت است که کمترین تعداد مولدهای ایده‌آل ماکسیمالش برابر بعد کرولش است. به بیان دقیق‌تر، اگر {\displaystyle A} یک حلقه موضعی نوتری با ایده‌آل ماکسیمال {\displaystyle m} باشد، فرض کنید که {\displaystyle a_{1},\cdots ,a_{n}} مجموعه کمینه (مینیمال) ای از مولدهای {\displaystyle m} باشد. آنگاه قضیه ایده‌آل اصلی کرول بیان می‌دارد که {\displaystyle n\geq \operatorname {dim} (A)}، و {\displaystyle A} منظم است اگر {\displaystyle n=\operatorname {dim} (A)}.
عنوان منظم برای چنین حلقه‌هایی توسط شهود هندسی آن توجیه می‌شود. یک نقطه {\displaystyle x} روی واریته جبری {\displaystyle X} غیرتکین است اگر و تنها اگر حلقه موضعی {\displaystyle O_{X,x}} از جرم‌ها در {\displaystyle x} منظم باشد (رجوع کنید به: اسکیم منظم). حلقه‌های منظم به حلقه‌های منظم فون نویمن ارتباطی ندارند.
برای حلقه‌ها موضعی نوتری، زنجیره شمول زیر برقرار است:
حلقه‌های کتناری ⊃  حلقه‌های کوهن-مکالی ⊃ حلقه‌های گورنشتاین ⊃ حلقه‌ها اشتراک کامل ⊃ حلقه‌های موضعی منظم

## ارجاعات
1. ↑  Atiyah & Macdonald 1969, p. 123, Theorem 11.22.